# Арена Нова
Арена Нова је вишенаменски затворени стадион који се налази у Винер Нојштату, у Аустрији, који се користи за одржавање спортских приредби, изложби и концерата. Капацитет дворане је 5.000 места. Димензије Арене су 90×60 метара.
Арена је изграђена 1995. године поводом одржавања Светског првенства у рукомету за жене, где је одржана финална утакмица између Јужне Кореје и Мађарске.
На Европском првенству у рукомету 2010. у овој дворани своје утакмице у предтакмичењу играла је Група Д у којиј су играли Француска, Шпанија, Мађарска и Чешка.
47° 50′ 28″ С; 16° 15′ 15″ И / 47.840975° С; 16.254101° И
1. ↑  2010 European Men's Handball Championship